# Municipio General Zuazua
Koordinaten: 25° 54′ N, 100° 7′ W
General Zuazua ist ein Municipio im Zentrum des mexikanischen Bundesstaates Nuevo León. Sitz der Gemeinde ist das gleichnamige General Zuazua. Das Municipio hatte im Jahr 2020 102.149 Einwohner, seine Fläche beträgt 184,8 km².
Benannt wurde die Gemeinde nach dem General Juan Zuazua, der als Held des Reformkrieges um die Verfassung von 1857 verehrt wird. Bekannt ist General Zuazua für ihre Rodeos und einheimische Küche mit Gerichten wie Empalmes, Empanadas oder Hojarazcas.

## Geographie
General Zuazua ist zentral im Bundesstaat Nuevo León gelegen, etwa 35 km nordöstlich von Monterrey. Das Gemeindegebiet liegt auf eine Höhe zwischen 300 m und 700 m im Einzugsgebiet des Río Bravo del Norte. INEGI rechnet 92 % der Gemeindefläche zur physiographischen Region der Küstenebenen des Golfes und 8 % zur Sierra Madre Oriental. Vorherrschende Bodentypen sind mit 36 bzw. 32 % der Leptosol und der Kastanozem. 53 % des Municipios werden von Dornsavanne eingenommen, 35 % werden als Weideland genutzt.
Nachbargemeinden sind Ciénega de Flores, Higueras, Marín, Pesquería, Apodaca und Salinas Victoria.

## Geschichte
Im Jahr 1660 gründete der Hauptmann Enrique Gutiérrez de Lara die Hacienda de San Pedro, die seit dem Ende des 18. Jahrhunderts als Festung im Kampf gegen die Comanchen diente. Im Jahr 1848 schlug der General Mariano Arista 500 Comanchen, woran eine Inschrift am Eingang der hacienda erinnert. Am 2. März 1863 wurde in der Nähe durch Santiago Vidaurri, den damaligen Gouverneur des Staates Nuevo León, die Villa de la Hacienda de St. Elena gegründet, die später in Villa del General Zuazua umbenannt wurde.

## Orte
Das Municipio General Zuazua umfasst 72 localidades, von denen vier mehr als 1000 Einwohner aufweisen.
| Orte                        | Einwohner |
| Fraccionamiento Real Palmas | 34.636    |
| General Zuazua              | 09.898    |
| Villas de Alcalá            | 05.405    |
| Hacienda San Pedro          | 03.707    |

## Sehenswürdigkeiten
Die 1875 errichtete und 1979 restaurierte Kirche Santa Elena de la Cruz ist der Schutzpatronin General Zuazuas gewidmet. Sie befindet sich am Hauptplatz des Ortes, wo im Oktober die Feria de la Hojarasca gehalten wird.
Etwa 5 km außerhalb des Hauptortes befindet sich die Hacienda San Pedro, die 1984 von der Universidad Autónoma de Nuevo León (UANL) erworben und von 1986 bis 1990 restauriert wurde. Hier befindet sich das Centro de Información de Historia Regional (Informationszentrum über die Geschichte der Region) mit einem Museum und einer Bibliothek. Auf dem Gelände wurde 1997 auch eine kleine Sternwarte errichtet.